# Стефано Франшині
Стефано Франшині (італ. Stefano Franscini; нар. 23 жовтня 1796 — пом. 19 липня 1857) — швейцарський політик і статистик, один із перших членів Федеральної ради Швейцарії, обраних у 1848 році, та перший федеральний радник Швейцарії, для якого рідною була італійська мова. Належав до Ліберально-радикальної партії Швейцарії. Під час свого перебування на посаді очолював Департамент внутрішніх справ. Серед ключових елементів його політичної спадщини — політичні реформи в Тічино у 1830–1840-х роках, проведення першого федерального перепису населення Швейцарії 1850 року та створення Федеральної політехнічної школи у 1854—1855 роках.

## Ранні роки та освіта (1796—1824)
Стефано Франшині народився у селі Бодіо в сім'ї фермера зі скромним достатком. До одинадцяти років відвідував зимову школу, яку в сусідньому селі Персоніко вів священник. У 1808—1814 роках навчався в духовній семінарії в Полледжо, після чого був направлений до архієпископської семінарії в Мілані. У 1819 році залишив богословські студії заради вивчення історії, права, політичної економії та педагогіки, фінансуючи навчання роботою вчителем і авторством підручників. У Мілані подружився з Карло Каттанео, членом ліберальних «карбонаріїв», який представив Франшині місцевим ліберальним політичним колам та ознайомив із працями економіста Мелькйорре Джої, що пробудило в нього тривалий інтерес до економічної статистики. У 1823 році він одружився з Терезою Массарі, з якою мав двох дітей; у 1831 році вона померла.

## Політична кар'єра (1824—1848)
У 1824 році Франшині повернувся до Бодіо, де продовжив працювати вчителем і автором, а також писав статті з історії, економіки та статистики для Gazzetta Ticinese. Разом із дружиною він заснував у Лугано школу для дівчат, що працювала за популярним, але суперечливим методом взаємного навчання Белла-Ланкастера. У 1827 році Франшині опублікував Statistica della Svizzera («Статистика Швейцарії») — перший у країні порівняльний статистичний аналіз. Ліберально спрямований текст і його інтерпретація були перекладені німецькою, що сприяло зростанню політичної репутації автора. Уже наступного року він написав Della pubblica istruzione nel Cantone Ticino («Про народну освіту в кантоні Тічино»), у якій різко критикував відсталість освітньої політики кантонального уряду. У 1829 році в Цюриху анонімно вийшла ще одна його праця — Della riforma della Costituzione ticinese («Про реформу конституції Тічино»), де він закликав до реформ, подавав план розробки ліберальної конституції та гостро критикував реставраційні й консервативні інституції кантону. Франшині продовжив співпрацю з ліберальними виданнями, зокрема L'Osservatore del Ceresio та Il Repubblicano della Svizzera italiana, а в 1837—1840 роках опублікував La Svizzera italiana — програму реформ для Тічино, засновану на докладному статистичному аналізі політичного та економічного стану кантону.
Його публікації не знайшли підтримки в авторитарного кантонального уряду на чолі з ландаманом Джованні Баттістою Квадрі, проте ідеї Франшині поділяла більшість членів законодавчого органу Тічино, що сприяло проведенню конституційної реформи та зміні уряду. У наступні роки реформ Франшині обіймав кілька кантональних посад: як державний секретар (1830—1837 і 1845—1847) він готував для уряду кантону постанови та законопроєкти. Сам він був обраним членом цього уряду у 1837—1845 та 1847—1848 роках. Франшині також представляв кантон Тічино на Тагзатцунгу у 1841, 1843, 1845 і 1846 роках. Під час своєї служби його неодноразово направляли на спеціальні місії — зокрема, для надання допомоги та заспокоєння населення Мендрізіотто під час епідемії холери 1836 року та знову під час голоду 1847 року. Того ж року він допоміг організувати збройну оборону в Тічино для стримування безладного відступу військ Зондербунду, що зазнавали поразки у Зондербундській війні. На загальнонаціональному рівні Франшині брав участь у міжкантональних конференціях з питань торгівлі, митниці та поштових служб, а у 1847 році отримав мандат на мирний перехід до ліберального ладу у Вале після його поразки у Зондербундській війні. Тагзатцунг також відправив його з місією зі збору фактів до Неаполя, де швейцарських найманців звинувачували у жорстоких діях під час придушення повстань, що передували революціям 1848 року.

## Федеральна рада та смерть (1848—1857)

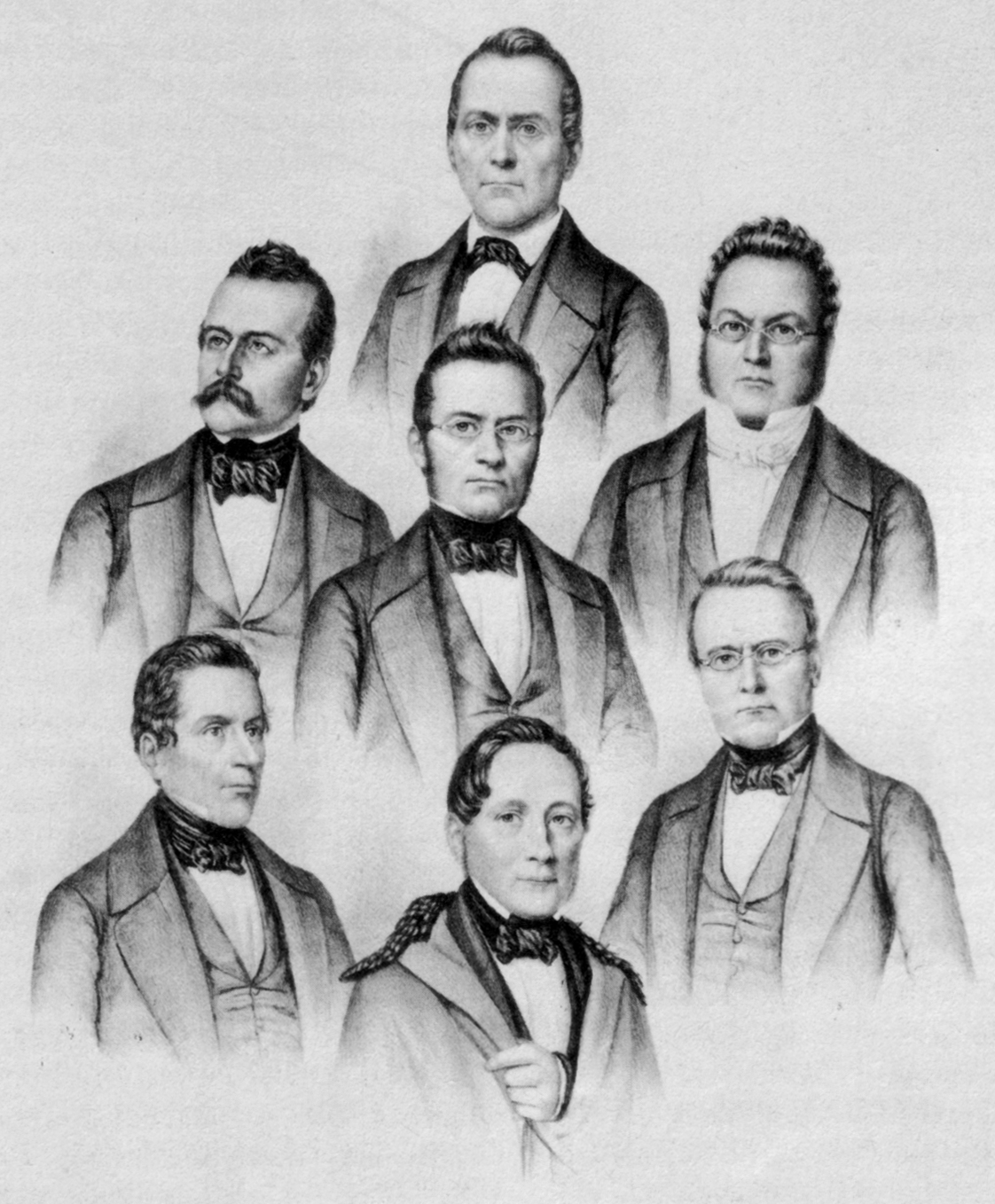
Перші сім членів Федеральної ради Швейцарії (1848). Стефано Франшині зображений у нижньому лівому куті

Франшині став п'ятим кандидатом, висунутим під час перших виборів до Федеральної ради Швейцарії, які провела новостворена Федеральна асамблея 16 листопада 1848 року. Його обрали у третьому турі, де він отримав 68 із 135 дійсних голосів — лише на один більше від необхідної абсолютної більшості, що стало найслабшим результатом серед перших семи членів Федеральної ради. Протягом усіх восьми років своєї каденції Франшині очолював Федеральний департамент внутрішніх справ. Конституція 1848 року надавала кантонам значно більше автономії, ніж будь-які наступні редакції після 1874 року, тож сфера повноважень департаменту тоді була набагато вужчою, ніж у пізніший час. Основна увага приділялася організації Федеральної канцелярії та Федерального архіву. Серед інших офіційних обов'язків були збір статистичних даних, нагляд за дотриманням релігійних прав і підтриманням миру між конфесіями, запровадження санітарних заходів у разі епідемій, а також уніфікація системи мір і ваг.
Одним із найважливіших досягнень департаменту під керівництвом Франшині стала реалізація ідеї створення федерального політехнічного інституту. Спершу Франшині прагнув заснувати національний університет, побудований на ідеалах патріотичної ідентичності, але суперництво між кантонами змусило його відмовитися від цього задуму на користь технічної школи. Федеральна політехнічна школа у Цюриху розпочала перші лекції восени 1855 року.
Франшині зміг застосувати свій інтерес до статистики на ділі 1850 року, коли потрібно було розрахувати розподіл місць у Національній раді за кантонами, і йому доручили організувати перший федеральний перепис населення Швейцарії. Попри глибоке переконання у важливості збору та оцінки статистичних даних — він вважав це обов'язком «соціально прогресивної нації» — йому не вдалося переконати федеральних чи кантональних політиків у цьому. За допомогою приватного секретаря він був змушений самостійно обробити дані перепису після того, як парламент не надав необхідного фінансування. Його оцінки були опубліковані у серії з п'яти томів між 1851 і 1858 роками під назвою Beiträge zur Statistik der schweizerischen Eidgenossenschaft («Внески до статистики Швейцарської Конфедерації»). Федеральне статистичне управління було створене лише 1860 року, після смерті Франшині, разом із законом про федеральні переписи населення, які відтоді мали проводитися кожні десять років.
Хоча Федеральну раду завжди обирали лише Федеральні збори, у той час існувало неписане правило (скасоване з 1870-х років), за яким федеральні радники мали також підтверджуватися на виборах до Національної ради у своєму рідному кантоні. Франшині пройшов цю перевірку у 1851 році, але зазнав поразки через три роки, на національних виборах 1854 року, через суперництво між фракціями лібералів Тічино. Йому довелося балотуватися на повторних виборах у кантоні Шаффгаузен, де він зрештою здобув необхідний відсоток голосів. Офіційні вибори до Федеральної ради, проведені Федеральними зборами 1854 року, також виявилися складними — Франшині отримав абсолютну більшість голосів лише у третьому турі, причому чимало депутатів віддали свій голос його тічинському другові Джованні Баттісті Пйоді.
Виснажений браком визнання своєї наполегливої праці та побоюючись чергового політичного удару під час майбутніх національних виборів, Франшині вирішив піти у відставку в 1857 році. Він планував працювати в кантональному архіві Тічино, але несподівано помер у Берні, перебуваючи на посаді, 19 липня 1857 року у віці 60 років. Через одинадцять днів його наступником був обраний Пйода.